# Phthiridium
Phthiridium is een vliegengeslacht uit de familie van de luisvliegen (Hippoboscidae).

## Soorten
- P. biarticulatum Hermann, 1804